# James Goll
James W Goll, tidigare även känd som Jim Goll, är en amerikansk karismatisk predikant och författare. Han var en av de så kallade Kansasprofeterna.
Goll har skrivit ett flertal böcker och driver nu undervisning genom sitt ministry Prayer Storm. Han är en av medlemmarna i Harvest International Ministries ledning och är en stark profil inom kristenheten i USA.